# Elektrogebäudeheizung

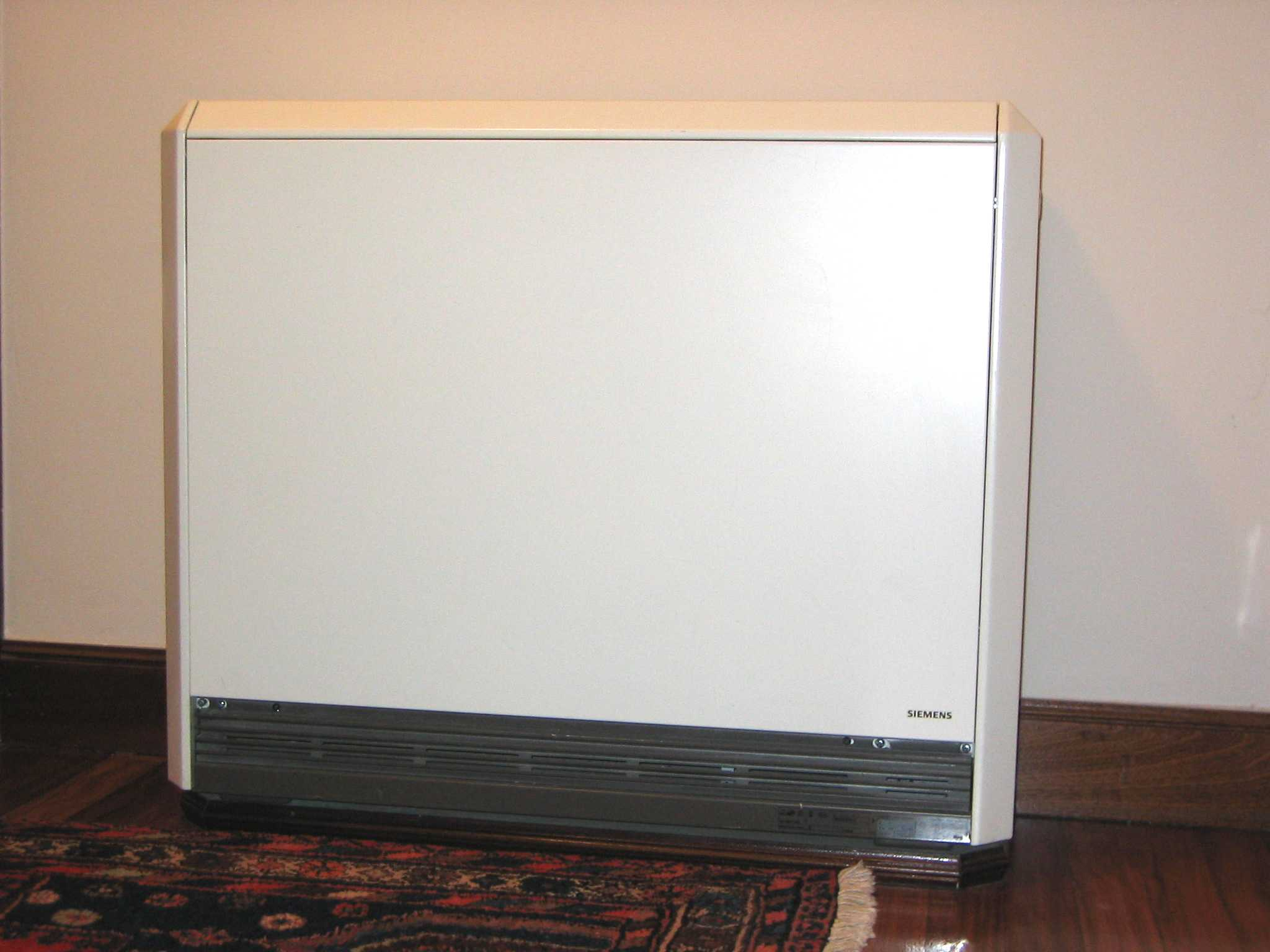
Elektroheizung

Eine Elektrogebäudeheizung, umgangssprachlich kurz Elektroheizung genannt, ist eine technische Einrichtung zur Erwärmung von Gebäuden mit Hilfe der Umwandlung von Elektroenergie in Wärme. Ein grundsätzliches Problem aller Elektrogebäudeheizungen – mit Ausnahme von primärseitig elektrisch gespeisten Wärmepumpenheizungen, die auch „elektrokalorische Wärmepumpenheizungen“ genannt werden – ist der niedrige Gesamtwirkungsgrad, der unter Einbeziehung der Stromerzeugung in konventionellen Wärmekraftwerken im Vergleich zur direkten Verbrennung von fossilen Energieträgern, wie sie in herkömmlichen Öl- und Gasheizungen stattfindet, deutlich schlechter ausfällt.
Hieraus ergibt sich für auf dem Widerstandsprinzip basierende Elektroheizungen auch eine schlechtere Umweltbilanz gegenüber fossil betriebenen Gebäudeheizungen, da primär fossile, elektrische Energie gewinnende Kraftwerke über den Strommix in die Umweltbilanz mit eingehen. (Je größer der Anteil der Erneuerbaren Energien am Strommix wird, desto geringer wird dieser Effekt, bis schließlich ab einem gewissen Punkt die Widerstandselektroheizungen gegenüber den fossilen Gebäudeheizungen umweltbilanziell besser abschneiden.) Zudem sind bei allen Systemen, auch bei Nutzung verbilligten Nachtstroms, die Energiekosten in der Regel vergleichsweise hoch, was allerdings bei bloß gelegentlich genutzten Räumen weniger ins Gewicht fällt und in solchen bei Einsatz von Widerstandselektroheizungen durch die niedrigen Installations- und die nur im Defektfall anfallenden Wartungskosten in einen Kostenvorteil umschlagen kann.

## In Mitteleuropa verbreitete Heizungsarten

### Niedertarif-Speicherheizungen
Die Nachtspeicherheizung ist eine elektrisch betriebene Heizung, bei dem ein Wärmespeicher in den sogenannten Schwachlastzeiten durch günstig angebotenen elektrischen Strom der Stromversorger aufgeheizt wird. Diese Stromart wird umgangssprachlich auch als Nachtstrom bezeichnet.

### Heizgebläse
Ein Ventilator bläst über einen elektrischen Widerstandsdraht, der sich durch den Stromfluss erwärmt.
- Vorteil: variabel einsetzbar, leicht, spontan
- Nachteile: Zugluft, Laufgeräusch, teuer im Unterhalt

### Teilspeicherheizungen
Ein Wärmespeicher, meist aus Naturstein, wird elektrisch auf ca. 80 bis 90 °C erwärmt. Der Wärmespeicher strahlt verstärkt eine langwellige Strahlung im Infrarotbereich ab. Die Ausführung mit inneren oder äußeren Rippen ist unüblich; die Wärmeverteilung über Konvektion daher untergeordnet.
Teilspeicherheizungen sind in verschiedenen Ausführungen erhältlich. Neben den einem herkömmlichen Heizkörper stark ähnelnden Modellen mit Speicherkern im Inneren gibt es auch Ausführungen, bei denen der Naturstein-Speicherkörper unverkleidet in Plattenform mit dahinterliegenden Heizelementen Verwendung findet. Letztere werden oft als „Marmorheizung“ oder „Natursteinheizung“ vermarktet.
Vorteile:
- Strahlungswärme ähnlich einem Kachelofen
- geringer Platzbedarf
- je nach Anbieter und benötigter Heizkörperzahl geringere Investitionen im Vergleich zu einer kompletten Öl- oder Gaszentralheizung
- je nach Hersteller keine Folgekosten für Wartung
- flexibel nutzbar

Nachteile:
- um ein Vielfaches höhere Verbrauchskosten im Vergleich zu Öl- oder Gaszentralheizungen[2]
- höherer Schadstoff- und CO2-Ausstoß, selbst im Vergleich zu alten Gas- und Ölheizungsanlagen aufgrund des geringen Wirkungsgrades bei der Erzeugung von Strom[3]
- durch fehlende Wärmeverteilung in wasserführenden Leitungen kein Umstieg auf alternative Energieformen bzw. andere Heizungsarten möglich
- durch fehlende zentrale Heizanlage wird eine dezentrale Warmwasserbereitung an allen Verbrauchsstellen nötig
- die Oberflächentemperatur beträgt je nach Hersteller 80 bis 90 °C, somit erhebliche Gefahr von Verbrennungen, gerade bei Kleinkindern.
- quasioptische Wärmeübertragung, Objekte im Strahlungsschatten können bei Teilspeicherheizungen nur durch Konvektion erwärmt werden
- Niedertarifstrom ist bei fast allen Stromanbietern im Laufe eines Tages nur zeitlich begrenzt verfügbar, wenn überhaupt noch.

### Radiatoren

#### Elektroradiatoren
In einem geschlossenen Heizkörper wird Öl erhitzt
- Vorteil: variabel einsetzbar, da – in Grenzen – mobil, in der Anschaffung relativ preisgünstig
- Nachteil: vergleichsweise hohe Betriebskosten.

In der DDR waren stattdessen mit Wasser zu befüllende Porzellanheizkörper in unterschiedlicher Größe und Ausführung gebräuchlich.

#### Zusatzheizung bei Zentralheizsystemen
In einzelne Radiatoren (oder andere Heizkörper) einer Zentralheizung wird ein elektrischer Heizstab eingesetzt, um diese in Übergangszeiten auch dann als Heizung benutzen zu können, wenn die Zentralheizung noch nicht an- bzw. bereits abgeschaltet ist.

### Flächenheizung
Eine Wand oder ein anderer Baukörper wird erwärmt und gibt die Wärme mit einem verstärkten Infrarotstrahlungsanteil in den Raum ab.
Es wird bei Flächenheizungen zwischen Wand-, Decken- und Fußbodenheizungen unterschieden. Alle Flächenheizungen nutzen das Infrarotprinzip (Wärmestrahlung). Wärmestrahlung ohne Konvektion ist der energietechnische Ausgleich zwischen einem warmen und einem kalten Objekt.
Deckenheizungen haben den Vorteil, dass sie die Objekte im Raum von oben erwärmen.
Wandheizungen arbeiten meist mit einer höheren Temperatur, da die Strahlungsentfernungen größer sind. Bei Wandheizungen ist Konvektion und damit Staubverwirbelung zu erwarten.
Bei der Fußbodenheizung werden die Raumobjekte (Tische, Stühle, Betten usw.) wie bei den anderen Flächenheizungen verstärkt durch Infrarotstrahlung erwärmt. Dies geschieht konstruktionsbedingt von unten.
Vorteile:
- unsichtbar
- die meisten elektrischen Flächenheizsysteme sind in der Anschaffung wegen des Entfalls der Rohrleitungsverlegung und des Kessels in der Installation kostengünstiger als warmwasserbetriebe Heizkörper.
- die Flüssigkeiten in einer Flächenheizung haben maximale Temperaturen von 35 bis 40 Grad Celsius, was wesentlich geringer ist also bei anderen Systemen, da über eine große Fläche abgestrahlt wird. Die geringeren Temperaturen führen auch zu geringeren Kosten beim Heizen, weil beim Transport durch den geringeren Temperaturunterschied zur Umgebungstemperatur weniger Energie verloren geht.

Nachteile:
- träges Wärmeverhalten. Kalte Wände mit hoher Wärmekapazität heizen nur langsam auf.
- großflächig verteilte elektrische Felder beim Betrieb von Elektro-Flächenheizungen.
- quasioptische Wärmeverteilung, wie bei einer Lampe werden weiter davon entfernte Objekte weniger warm, im Schatten liegende Objekte bleiben kalt.
- höhere Energiekosten als bei nichtelektrisch betrieben Flächenheizungen.

### Wärmepumpenheizung
Wärmepumpenheizungen sind heute weit verbreitet. Eine Trägerflüssigkeit bzw. -gas entnimmt über ein Rohrsystem der Außenluft und/oder der Erdwärme Energie. Dabei wird mit der hohen Energieaufnahme bzw. Energieabgabe beim Phasenübergang der Trägersubstanz von flüssig zu gasförmig und umgekehrt mit Hilfe von Drosselung bzw. Kompression der Trägersubstanz gearbeitet. Zur Kompression der Trägersubstanz wird dann elektrische Energie benötigt, die jedoch wesentlich kleiner ist, als wenn man die Heizung allein elektrisch betreiben würde. Die Trägersubstanz entnimmt einen großen Teil der Energie der Außenluft oder der Erdwärme. Somit sind die Kosten für den elektrischen Strom deutlich geringer. Der beschriebene Heizungstyp wird „elektrokalorische Wärmepumpenheizung“ genannt.
Zum Abstrahlen der Energie in die Innenräume des Gebäudes werden üblicherweise Flächenheizungen verwendet.

## Nachfrageverhalten
Elektroheizungen (und Wärmepumpen) für Heizungszwecke tragen mit einem relativ hohen Anteil ihrer Gesamtleistung zur Jahreshöchstlast bei, da sie vor allem im Winter Strom verbrauchen und insbesondere an den kältesten Tagen (siehe z. B. Kältewelle in Europa Anfang 2012). Sie können zwar via Lastmanagement zu kritischen Zeiten abgeschaltet werden, aber nur für wenige Stunden pro Tag, da die strombeheizten Gebäude sonst zu kalt würden.

## Situation in verschiedenen Ländern

### Vereinigte Staaten
In den Vereinigten Staaten ist Elektrizität nach Erdgas die am zweithäufigsten zum Heizen verwendete Energieart. Im Jahre 2013 haben 37 % der amerikanischen Haushalte mit Strom geheizt. Zu verstehen ist dies unter anderem vor dem Hintergrund, dass die Heizperioden in weiten Teil der USA erheblich kürzer sind als etwa im deutschsprachigen Raum. In den Südstaaten ist Elektrizität wegen des sehr geringen Heizbedarfs sogar die am häufigsten genutzte Energieart, und selbst im amerikanischen Westen heizen mehr als ein Drittel der Haushalte mit Strom. Verbreitet sind neben verschiedenen Arten von Wärmepumpenheizungen (darunter besonders Warmluftheizungen) vor allem folgende Geräteformen:
- Eine relativ neue Entwicklung sind sogenannte Mini-Splits, wärmepumpenbasierte modulare Systeme, die als Alternative zu den USA sonst stark verbreiteten Warmluftheizungen (Forced Air) entstanden sind und sowohl heizen als auch kühlen können. Im Gegensatz zu üblichen Warmluftheizungen brauchen sie keine Luftschächte und sind in der Lage, einzelne Räume individuell zu temperieren.[7][8]
- Die nachfolgend genannten Typen von Standard-Heizgeräten werden sowohl als fest montierte (wall heaters, electric radiators) als auch als tragbare Geräte ([portable] space heaters) bzw. als fest ans elektrische Netz angeschlossene oder als Steckergeräte hergestellt und vermarktet:[9]

- Konventionelle und Keramikheizlüfter (fan heaters)
- Infrarot-Heizstrahler (infrared heaters, radiant heaters, quartz heaters) heizen – anders als konventionelle Heizkörper (Konvektionsheizkörper) – nicht die Luft, sondern Lebewesen und Objekte. Sie verbrauchen dadurch weniger Energie und eignen sich gut auch für zugige oder hohe Räume. Als größte Nachteile gelten, dass sie in der Anschaffung teurer sind, keine Feinsteuerung erlauben und dass die Geräte beim Betrieb so heiß werden, dass Menschen und Haustiere vor der Berührung geschützt werden müssen. Die Mehrzahl der Modelle ist eher für Werkstätten und Garagen als für Wohnräume konzipiert; zu den wenigen Herstellern, die speziell für Wohnräume designte Geräte im Programm haben, zählt etwa das kanadische Unternehmen Wexstar, das seine Infrarot-Paneelheizkörper auch in den USA vermarktet. Die in Louisiana ansässige Firma EnergyWise Solutions bietet unter dem Namen Heat Storm eine Serie von Infrarot-Paneelheizkörpern an, deren Glasoberflächen per Programmierung mit einem auswechselbaren Foto versehen werden können.

Einer der Pioniere im Bereich des Einsatzes von Infrarot-Heizstrahlern im Wohnbereich war in den 1990er Jahren die in Connecticut ansässige SSHC Corp., die unter dem Markennamen Enerjoy Heizpaneele für die Montage unter der Raumdecke herausbrachte.
- Elektrische Heizkörper (electric radiators), die durch Konvektion heizen, z. B.:

- Elektrische Ölradiatoren werden meist als Mobilgeräte verwendet und nur selten fest eingebaut. Neben Konvektionswärme geben sie, verglichen mit anderen elektrischen Heizkörpern, auch relativ viel Strahlungswärme ab. Ihr Heizverhalten ist träger, d. h. sie laufen langsamer an, halten die Wärme dann aber länger. Sie gelten darum als besonders für Schlafzimmer geeignet.

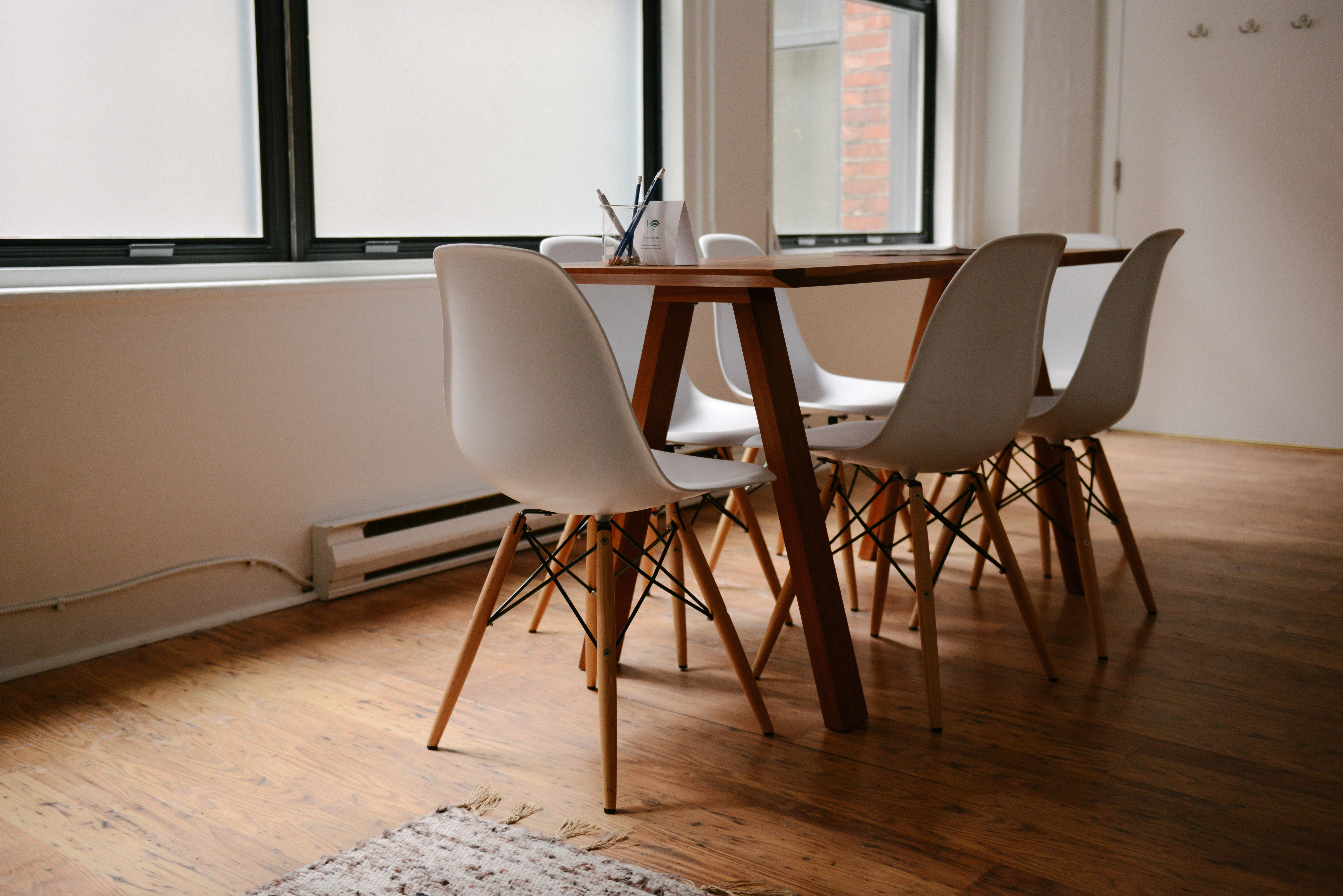
Im Hintergrund des Bildes ist ein elektrischer Baseboard Heater zu sehen.

- Elektrische Baseboard Heaters: Knapp 20 cm hohe Geräte, die in verschiedensten Breiten geliefert und an die Fußbodenleiste meist einer Fensterwand montiert werden. Der Electric Baseboard Heater ist das elektrische Äquivalent des – an einen Heißwasserkreislauf angeschlossenen – amerikanischen Standardheizkörpers. Die Einheiten funktionieren nach dem Prinzip einer Widerstandsheizung und geben Elektrowärme über Aluminiumlamellen an die Raumluft ab, die hier durch Konvektion auch ohne zusätzliche Ventilation aufsteigt. Jedes Gerät hat seinen eigenen Thermostaten. Die Geräte gelten als wenig energieeffizient.

Hydronic Baseboard Heaters – an einen Heißwasserkreislauf angeschlossene konventionelle Geräte – waren in den USA seit den frühen 1930er Jahren erhältlich gewesen und hatten sich 1959 als Standard durchgesetzt. Der elektrische Baseboard Heater war bereits 1925 erfunden worden, erlangte aber erst in den 1950er Jahren Verbreitung und konnte sich gegen die konventionelle Alternative nie durchsetzen.
- Paneelheizkörper (electric panel heaters, radiant heat panels, radiant [panel, wall] heaters, panel space heaters) enthalten ein Heizelement, das meist aus Keramik oder einem anderen wärmeleitenden Material ist. Unterschieden werden Geräte mit und ohne Gebläse. Die letzteren sind oft kleiner als die ersteren und heizen den Raum schneller auf, sind aber etwas lauter und weniger energieeffizient; sie werden vorzugsweise in Bädern verwendet. Paneelheizkörper sind, wie schon der Name ausdrückt, sehr schlank und werden entweder für die Wandmontage oder als freistehende Geräte angeboten.

Elektrische Paneelheizkörper mit einem Heizelement aus Porzellan sind in den USA seit mindestens 1958 auf dem Markt. Mindestens seit 1955 bot die Continental Radiant Glass Heating Corp. Paneelheizkörper an, die mit Glas verarbeitet waren. In den 1970er Jahren kamen unter dem Markennamen Aztec Heizpaneele (radiant wall heaters) auf den Markt, auf die, dem Geschmack der Zeit entsprechend, eine posterartige Grafik aufgedruckt war.
- Handtuchwärmer (towel radiators), die gleichzeitig zum Heizen des Raumes und zum Trocknen bzw. von Handtüchern dienen, werden in Röhren- (round tube design) und in Flachröhrendesign (flat tube design, flat-panel design) angeboten. Statt eines Thermostaten haben diese Geräte häufig nur einen Temperaturregler und eine Zeitschaltuhr. Handtuchwärmer gelten als ein typisch europäischer Artikel und sind in den USA bis heute nur als Nischenprodukt verkäuflich.

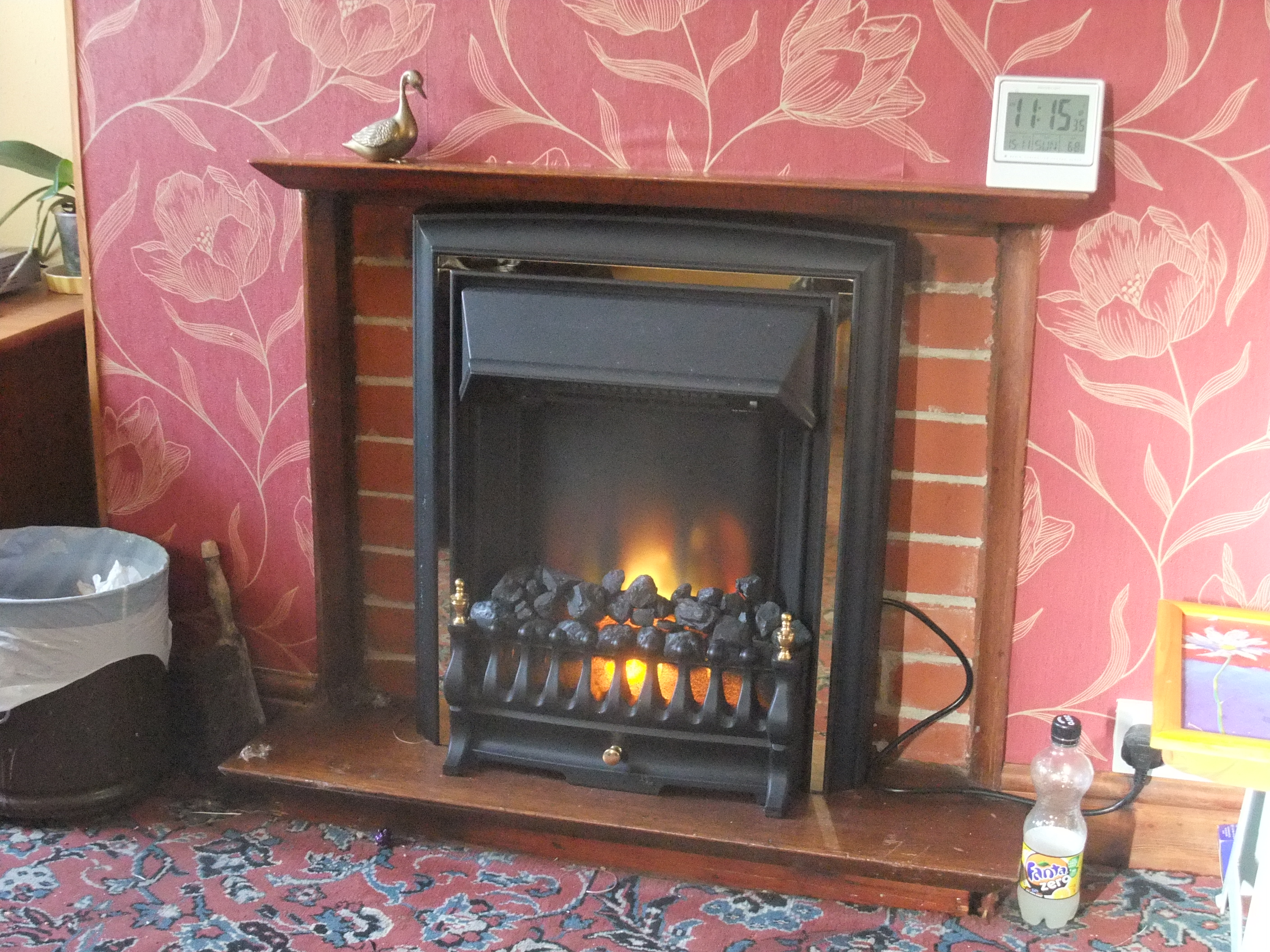
Ein in den vorhandenen Kaminschacht eingesetzter elektrischer Kaminheizkörper

- Kaminheizkörper (electric fireplace heaters) können an beliebigen Orten oder in vorhandenen Kaminen aufgestellt werden.[15]
- Elektrische Fußbodenheizungen (Radiant Floor Heating). Unterschieden werden hier rein elektrische Systeme und solche, die einen Wasserkreislauf einschließen (hydronic systems). Die letzteren umfassen einen elektrischer Boiler und sind aufwendiger und teurer zu installieren und wartungsintensiver als die ersteren, gelten aber als energieeffizienter.

Weil Fußbodenheizungen nur mäßig warm werden, sind sie nicht nur für Stein- und Fliesenböden, sondern auch für Teppich-, PVC-, Laminat-, Mehrschichtparkett-, Beton- und viele andere Böden geeignet. Für Massivholzparkett dagegen gelten sie als ungeeignet. Gegenüber Heizsystemen, die auf Konvektion basieren, haben Fußbodenheizungen den Vorteil, dass sie keine starken Luftströme erzeugen, was u. a. für Allergiker günstig ist.
Bei den rein elektrischen Systemen besteht die Wahl zwischen a. Systemen mit losen Kabeln oder b. Gittermatten (mesh mats), die jeweils in den Estrich integriert werden müssen, und c. massiven Matten (solid mats, radiant floor heating mats) mit vollständig ummantelten Heizdrähten, die nur auf den Unterboden aufgelegt oder aufgeklebt zu werden brauchen.
Das Bodenniveau wird durch den Einbau einer Fußbodenheizung leicht erhöht. Je nach Produkt rechnet man heute mit einer Gesamtdicke der zusätzlichen Schichten von 4 bis 25 Millimetern, wobei rein elektrische Systeme flacher sind als solche mit Wasserkreislauf.